# Stejnopohlavní manželství v Jihoafrické republice
Stejnopohlavní manželství je v Jihoafrické republice legální od přijetí zákona o registrovaném partnerství (Civil Union Act, 2006) s účinností od 30. listopadu 2006. V souladu s rozhodnutím jihoafrického ústavního soudu v kauze Ministerstvo vnitra proti Fourie z 1. prosince 2005 garantuje jihoafrická ústava homosexuálním párům právo na manželství podle anglosaského práva, protože právem na rovné zacházení jsou nadáni všichni občané bez ohledu na jejich sexuální orientaci. Parlament Jihoafrické republiky měl jeden rok na implementaci tohoto soudního rozhodnutí. 14. listopadu 2006 přijalo Národní shromáždění zákon umožňující homosexuálním párům stvrdit svůj svazek. Pro hlasovalo 226 členů, proti 41. 28. listopadu byl zákon přijat Národní radou provincií v poměru hlasů 36:11. O dva dny později se stala nová právní úprava účinnou.
Jihoafrická republika byla pátou zemí na světě, která legalizovala stejnopohlavní manželství. a dosud zůstává jediným africkým státem, který takový zákon přijal.

## Historie

### Pozadí
Jihoafrická republika byla první zemí na světě, která přijala ústavní ochranu lidských práv jiných sexuálních orientací. Jak prozatímní jihoafrická ústava účinná od 27. dubna 1994, tak i nová jihoafrická ústava účinná od 4. února 1997 zakazují v sekci 9 diskriminaci na základě pohlaví, sexuální orientace a genderové identity. Tato ustanovení se stala předmětem několika soudních sporů z řad homosexuálních párů žijících v trvalém svazku:
- Langemaat proti Ministerstvu bezpečnosti a obrany (1998) - přiznání vzájemné vyživovací povinnosti mezi partnery a benefitů ve zdravotním pojištění.
- Národní koalice za rovnost gayů a leseb proti Ministerstvu vnitra (1999) - imigrační práva pro zahraniční partnery jihoafrických občanů.
- Satchwell proti jihoafrickému prezidentovi (2002) - funkční požitky a penzijní benefity.
- Du Toit proti Ministerstvu práce (2002) - právo homosexuálních párů na společnou adopci dětí.
- J proti Ministerstvu vnitra (2003) - právo homosexuálních partnerů na automatické rodičovství, včetně zápisu do rodných listů, v případě asistované reprodukce.
- Du Plessis proti Road Accident Fund (2003) - právo na přiznání odškodnění pozůstalému partnerovi v případě tragického úmrtí.
- Cory proti Kolverovi NO (2006) - dědická práva.[3]

### Kauze Furie
V r. 2002 zažaloval lesbický pár Marié Fouriová a Cecelia Bonthyusová s podporou Lesbian and Gay Equality Project jihoafrické ministerstvo vnitra o právo na uzavření sňatku. Jako první si jejich kauzu převzal Nejvyšší soud v Pretorii (Pretoria High Court). 18. října 2002 se soudce Pierre Roux odmítl jejich žalobou zabývat. Jako důvod uvedl skutečnost, že žalobkyně nenapadly ústavnost definice manželství podle zákona o manželství z r. 1961 (Marriage Act, 1961).
Fouriová a Bonthuysová se proto odvolaly k jihoafrickému ústavnímu soudu, ale neúspěšně. Místo toho jim bylo prvoinstančním soudem doporučeno pokusit se dostat k Nejvyššímu odvolacímu soudu (Supreme Court of Appeal of South Africa - SCA). Ústavní soud jim ve svém odmítavém stanovisku sdělil, že jejich případ vyžaduje komplexní změnu několika právních předpisů, a že by se jím tudíž měl zabývat SCA.
Fouriová a Bonthyusová se proto odvolaly k SCA, který 30. listopadu 2004 zrušil rozhodnutí soudu nižší instance. Všech pět soudců jednomyslně rozhodlo, že dosavadní právní úprava vycházející z anglosaského pojetí manželství je neplatná z důvodu diskriminace jiných sexuálních orientací, která je neústavní, a že právo na uzavření manželství mají všechny bez páry bez ohledu na pohlaví. Soud nicméně ve svém rozsudku poznamenal, že žalobkyně dosud nenapadly ústavnost zákona o manželství (Marriage Act), a proto jej nelze zrušit. Ačkoliv bylo potvrzeno, že výlučnost heterosexuálního manželství je nelegitimní, soud shledal, že nebyly splněny veškeré právní podmínky k jeho anulaci. I tak ale byla připuštěná možnost přijetí nového zákona, který by odpovídal novému pojetí anglosaského manželství. Soudní většina zastoupená soudcem Edwinem Cameronem rozhodla, že ačkoliv nelze zrušit stávající zákon o manželství (Marriage Act), je nezbytné přijmout nový zákon, který bude odpovídat rozhodnutí SCA. Naopak nesouhlasné stanovisko zaujal soudce Ian Farlam, podle něhož by bylo lepší dát jihoafrickému parlamentu dva roky na přijetí příslušných změn zákonů.
Jihoafrická vláda se proti rozhodnutí SCA odvolala s právní argumentací, že redefinice manželství spadá výhradně do kompetence parlamentu, nikoliv soudů. Do odvolací žaloby se zapojily i Fouriová a Bonthyusová, podle nichž by měl být zákon o manželství (Marriage Act) změněn tak, jak navrhoval soudce Farlam. Spolu s tímto běžela další žaloba Lesbian and Gay Equality Project, která mířila na ústavnost zákona o manželství (Marriage Act). Zabýval se jí Nejvyšší soud v Johannesburgu (Johannesburg High Court). Jihoafrický ústavní soud se oběma žalobami zabýval ve sloučeném řízení.
1. prosince 2005 vydal jihoafrický ústavní soud nález. Všech devět ústavních soudců se jednomyslně usneslo, že vylučování homosexuálních párů z anglosaského pojetí manželství, jakož i z manželství v zákoně upravujícím manželství, je diskriminační, nelegitimní a neústavní, a tudíž neplatné. V odůvodnění nálezu, tj. paragraf 71, soudce Albie Sachs píše:
| „ | Odmítání přiznávat párům tvořeným osobami stejného pohlaví práva a povinnosti vyplývající z manželství tak, jako tomu bylo doposud, není pouze nezanedbatelným a okrajovým jevem vycházejícím ze starých pořádků a předsudků, které musí zmizet stejně rychle jako ranní vláha. Jedná se o kruté a nelidské zacházení s páry stejného pohlaví coby vyděděnci a degradaci jejich vztahů na nižší úroveň oproti párům různého pohlaví. Podporuje se tím tak jejich stigmatizace coby občanů druhé kategorie, kteří nejsou plnou součástí společnosti, a tudíž se netěší stejné ochraně práv a důstojnosti, kterou naše ústava přiznává všem občanům bez rozdílu. Ze své podstaty to znamená, že jejich vztahy, láska a schopnost milovat jeden druhého jsou méně kvalitní, než je tomu u párů různého pohlaví. | “ |

Ačkoliv se soudci jihoafrického ústavního soudu shodli, že homosexuální páry mají ústavní právo na uzavření manželství, nepanovala shoda, jak konkrétně by jim mělo být přiznáno. Většina ústavních soudců (8 z 9) se nakonec shodla, že by jihoafrický parlament měl mít rok na přijetí příslušné zákonné změny. Parlamentní výbor pro právní reformu už měl tou dobou na stole několik návrhů změn zákona. V případě, že by tak jihoafrický parlament do roka neučinil, získaly by homosexuální páry právo na uzavření manželství automaticky. Ústavní soudkyně Kate O'Reaganová nesouhlasila a zastávala názor, že by stejnopohlavní manželství mělo být legální ihned po vydání nálezu.

### Registrované partnerství
24. srpna se jihoafrická vláda usnesla na návrhu zákona o registrovaném partnerství (Civil Union Bill) a postoupila jej jihoafrickému parlamentu. Návrh by homosexuálním párům umožňoval uzavírat registrované partnerství, které by jim přiznávalo stejná práva a povinnosti jako má manželství, vyjma užívání tohoto názvu. Uzavřít by jej mohly pouze páry tvořené osobami stejného pohlaví. Nová právní úprava by rovněž přiznávala oficiální status domácího partnerství všech nesezdaných párů bez ohledu na pohlaví. Ústavní právníci, kteří se zabývali ústavností nové právní úpravy, došli k závěru, že neodpovídá požadavkům vyplývajícím z nálezu jihoafrického ústavního soudu.
16. září demonstrovaly v několika jihoafrických městech tisíce Jihoafričanů za stejnopohlavní manželství. Opoziční Africká křesťanskodemokratická strana (African Christian Democratic Party - ACDP) při této příležitosti navrhla ústavní novelu zakotvující manželství jako svazek muže a ženy, ale neúspěšně. Výbor Národního shromáždění pro vnitřní záležitosti vyjádřil nesouhlas s touto novelou. 20. září začala veřejná slyšení. 7. října zorganizovala Aliance za manželství (Marriage Alliance) pochod k sídle vlády a jihoafrického prezidenta v Pretorii, v němž vyjádřila svůj nesouhlas se stejnopohlavním manželstvím.
9. října hlasoval vládnoucí Africký národní kongres (ANC) pro návrh zákona. Ačkoliv byla strana v tomto směru názorově rozdělená, měli její poslanci závazné hlasování. K přesvědčení jednotlivých členů použili členové jihoafrické vlády stranickou politikou, jejíž neoddělitelnou součástí je boj za lidská práva, včetně LGBT.
O zákonu jako celku mělo Národní shromáždění hlasovat 20. října, aby Národní rada provincií měla dostatek času na politické diskuze a následné hlasování, protože se blížil nejzazší termín implementace nálezu jihoafrického ústavního soudu 1. prosince. Hlasování bylo opakovaně odkládáno Výborem pro vnitřní záležitosti, který zákon neustále přezkoumával. V reakci na argument, že výlučnost registrovaného partnerství pro páry stejného pohlaví a manželství pro páry různého pohlaví by znamenalo politiku "separate but equal", a že by tudíž odporovalo nálezu jihoafrického ústavního soudu, se Výbor pro vnitřní záležitosti usnesl na pozměňovacím návrhu, který by homosexuálním a heterosexuálním párům dával svobodu volby rozhodnout se, zda chtějí, aby se měl jejich svazek status manželství, nebo registrovaného partnerství. Ustanovení o domácím partnerství bylo ze zákona vyňato.
13. listopadu den před finálním čtením návrhu zákona v Národním shromážděním řekl jihoafrický ministr obrany Mosiuo Lekota následující:
| „ | Celý tento zákon má své kořeny v mnohalatém boji. Naše země si nemůže dovolit být vězněm předsudků, které do moderní společnosti nepatří. Je jenom na nás, abychom budoucím generacím předali demokratičtější a tolerantnější společnost, než v jaké jsme žili my. | “ |

Hlasování Národního shromáždění 14. listopad 2006
| Strana                                   | Pro | Proti | Zdržel se |
| ---------------------------------------- | --- | ----- | --------- |
| Africký národní kongres                  | 207 | 0     | 1         |
| Demokratická aliance                     | 22  | 12    | 1         |
| Strana svobodných Inkatha                | 0   | 12    | 0         |
| Africká křesťanskodemokratická strana    | 0   | 4     | 0         |
| Fronta za svobodu plus                   | 0   | 4     | 0         |
| Nezávislí demokraté                      | 0   | 3     | 0         |
| Panafrický kongres Azanie                | 0   | 2     | 0         |
| Sjednocené demokratické hnutí            | 0   | 2     | 0         |
| Nová národní strana                      | 0   | 1     | 0         |
| Sjednocená křesťanskodemokratická strana |     | 1     | 0         |
| Celkem                                   | 229 | 41    | 2         |

Hlasování Národní rady provincií 28. listopad 2006
| Strana                                   | Pro | Proti | Zdržel se |
| ---------------------------------------- | --- | ----- | --------- |
| Africký národní kongres                  | 33  | 1     | 0         |
| Demokratická aliance                     | 3   | 5     | 0         |
| Strana svobodných Inkatha                | 0   | 1     | 0         |
| Sjednocené demokratické hnutí            | 0   | 1     | 0         |
| Nezávislí demokraté                      | 0   | 1     | 0         |
| Fronta za svobodu plus                   | 0   | 1     | 0         |
| Sjednocená křesťanskodemokratická strana | 0   | 1     | 0         |
| Sjednocená nezávislá fronta              | 0   | 1     | 0         |
| Celkem                                   | 36  | 11    | 1         |

Pozměněný návrh zákona přijalo Národní shromáždění 14. listopadu v poměru hlasů 229:41. 28. listopadu byl návrh přijat Národní radou provincií v poměru hlasů 36:11. Následující den 29. listopadu jej podepsala jihoafrická viceprezidentka Phumzile Mlambo-Ngcuková, která tou dobou zastupovala jihoafrického prezidenta Thaba Mbekiho. Nový zákon se stal účinným 30. listopadu den před tím, než by homosexuální páry získaly automatické právo na uzavření manželství. Jihoafrická ministryně vnitra Nosiviwe Mapisa-Nqakulová řekla, že zákon je pouze dočasným řešením, a že veškerá právní úprava manželství bude ještě dál upravována.

## Veřejné mínění
Průzkum z r. 2014 ukázal, že stejnopohlavní manželství má největší podporu u voličů Bojovníků za ekonomickou svobodu. Na druhém místě se umístili voliči Demokratické aliance a Afrického národního kongresu.
V průzkumu Ipsos z r. 2015 vyjádřilo stejnopohlavnímu manželství podporu 45 % Jihoafričanů. 13 % by bylo pro registrované partnerství nebo jiný právní rámec stejnopohlavního soužití.
Zpráva Rady pro výzkum v oblasti humanitních věd, kterou zpracovala nadace The Other Foundation, a kterou některá média prezentovala jako první reprezentativní průzkum v oblasti LGBT práv v Africe, došla k závěru, že v letech 2012-2015 došlo k výraznému meziročnímu nárůstu jasné podpory stejnopohlavního manželství, a to z 1,5 % na 9,9 % ročně, zatímco počet lidí, kteří jsou výhradně proti, klesl meziročně z 48,5 % na 23,4 %. Počet respondentů, kteří řekli, že jsou jasně pro, případně spíše pro, stejnopohlavní manželství byl 36,6 % (13,2 % v r. 2012). Spíše proti nebo rozhodně proti bylo 46 % odpovídajících (78,5 % v r. 2012). Zbytek zaujímal neutrální stanovisko.